# Os três Bordalos : conferência
Os três Bordalos : conferência da autoria de Manuel de Sousa Pinto foi publicado em Lisboa, no ano de  1921, editado por Pedro Bordalo, com um total de 39 páginas. Indica o título que esta obra procura tratar as três individualidades de apelido Bordalo: Manuel Maria Bordalo Pinheiro, Rafael Bordalo Pinheiro e Manuel Gustavo Bordalo Pinheiro (respetivamente avô, filho e neto). Pertence à rede de Bibliotecas municipais de Lisboa e é considerado uma "raridade bibliográfica".